# Aniene
Aniene − rzeka we Włoszech, na Półwyspie Apenińskim, dopływ Tybru.